# Campionato svizzero di hockey su ghiaccio 1909-1910

## Campionato Internazionale

### Partecipanti
Bellerive Vevey · 
 CP Lausanne · 
 La Villa Ouchy · 
 Les Avants · 
 Les Diablerets · 
 HC Leysin · 
 Rosey-Rolle

### Verdetti
| Campionato Internazionale 1909-1910 |
| ----------------------------------- |
| La Villa Ouchy                      |